# Paul Guthnick
Paul Guthnick, född 12 januari 1879 i Hitdorf, död 6 september 1947 i Berlin, var en tysk astronom.
Guthnik blev observator i Berlin 1906, direktor för observatoriet i Berlin-Babelsberg 1921 och sysslade särskilt med användningen av ljuselektriska metoder inom astronomin.